# North American Soccer League 2011
La temporada 2011 de la North American Soccer League fue la 1ª edición de la segunda división del fútbol de los Estados Unidos. Empezó el 9 de abril y finalizó el 24 de octubre.

## Formato del torneo
La NASL inició con 8 equipos, los cuales jugarán un total de 28 partidos. Cada uno de los equipos se enfrentará (14 en casa y 14 de visita). Para los playoffs clasificarán los 6 mejores equipos de la tabla, mientras los dos mejores avanzan automáticamente a las semifinales. Los siguientes 4 equipos jugarán la ronda previa a un único partido, en casa del mejor colocado en la tabla y de esta forma acceder a las semifinales. Tanto las semifinales como la final serán a 2 partidos.

## Posiciones
- Actualizado el 6 de octubre de 2011.

| Pos | Equipo                   | PJ | G  | E  | P  | GF | GC | DF  | PTS |
| --- | ------------------------ | -- | -- | -- | -- | -- | -- | --- | --- |
| 1   | Carolina RailHawks       | 28 | 17 | 3  | 8  | 50 | 26 | +24 | 54  |
| 2   | Puerto Rico Islanders    | 28 | 15 | 7  | 6  | 41 | 32 | +9  | 52  |
| 3   | FC Tampa Bay             | 28 | 11 | 8  | 9  | 41 | 36 | +5  | 41  |
| 4   | Fort Lauderdale Strikers | 28 | 9  | 11 | 8  | 35 | 36 | -1  | 38  |
| 5   | FC Edmonton              | 28 | 10 | 6  | 12 | 35 | 40 | -5  | 36  |
| 6   | NSC Minnesota Stars      | 28 | 9  | 9  | 10 | 30 | 32 | -2  | 36  |
| 7   | Montreal Impact          | 28 | 9  | 8  | 11 | 35 | 27 | +8  | 35  |
| 8   | Atlanta Silverbacks      | 28 | 4  | 4  | 20 | 25 | 63 | -38 | 16  |

     Clasifica a semifinales.

     Clasifica a cuartos de final.
PJ. Partidos jugados, G. Ganados, E. Empatados, P. Perdidos, GF. Goles a favor, GC. Goles en contra, DF. Diferencia de gol, Pts. Puntos

## Postemporada
|  | Cuartos de final | Cuartos de final         | Cuartos de final      |                          |   | Semifinales | Semifinales | Semifinales | Semifinales | Semifinales |  |   | Final                    | Final | Final | Final | Final |  |
|  |                  |                          |                       |                          |   |             |             |             |             |             |  |   |                          |       |       |       |       |  |
|  |                  |                          |                       |                          |   |             |             |             |             |             |  |   |                          |       |       |       |       |  |
|  |                  |                          |                       |                          |   |             |             |             |             |             |  |   |                          |       |       |       |       |  |
|  |                  |                          |                       |                          |   |             |             |             |             |             |  |   |                          |       |       |       |       |  |
|  |                  |                          |                       |                          |   |             |             |             |             |             |  |   |                          |       |       |       |       |  |
|  |                  | 1                        | Carolina RailHawks    | 0                        | 4 | 4 (3)       |             |             |             |             |  |   |                          |       |       |       |       |  |
|  |                  |                          |                       | 0                        | 4 | 4 (3)       |             |             |             |             |  |   |                          |       |       |       |       |  |
|  |                  |                          | 6                     | NSC Minnesota Stars      | 1 | 3           | 4 (5)       |             |             |             |  |   |                          |       |       |       |       |  |
|  | 3                | FC Tampa Bay             | 6                     | NSC Minnesota Stars      | 1 | 3           | 4 (5)       | 0           |             |             |  |   |                          |       |       |       |       |  |
|  | 3                | FC Tampa Bay             |                       |                          |   |             |             |             |             |             |  |   |                          |       |       |       |       |  |
|  | 6                | NSC Minnesota Stars      | 1                     |                          |   |             |             |             |             |             |  |   |                          |       |       |       |       |  |
|  | 6                | NSC Minnesota Stars      | 1                     |                          |   |             |             |             |             |             |  | 4 | Fort Lauderdale Strikers | 1     | 0     | 1     |       |  |
|  |                  |                          |                       |                          |   |             |             |             |             |             |  | 4 | Fort Lauderdale Strikers | 1     | 0     | 1     |       |  |
|  |                  |                          | 6                     | NSC Minnesota Stars      | 3 | 0           | 3           |             |             |             |  |   |                          |       |       |       |       |  |
|  |                  |                          | 6                     | NSC Minnesota Stars      | 3 | 0           | 3           |             |             |             |  |   |                          |       |       |       |       |  |
|  |                  |                          |                       |                          |   |             |             |             |             |             |  |   |                          |       |       |       |       |  |
|  |                  |                          |                       |                          |   |             |             |             |             |             |  |   |                          |       |       |       |       |  |
|  |                  | 2                        | Puerto Rico Islanders | 1                        | 1 | 2           |             |             |             |             |  |   |                          |       |       |       |       |  |
|  |                  |                          |                       | 1                        | 1 | 2           |             |             |             |             |  |   |                          |       |       |       |       |  |
|  |                  |                          | 4                     | Fort Lauderdale Strikers | 3 | 2           | 5           |             |             |             |  |   |                          |       |       |       |       |  |
|  | 4                | Fort Lauderdale Strikers | 4                     | Fort Lauderdale Strikers | 3 | 2           | 5           | 5           |             |             |  |   |                          |       |       |       |       |  |
|  | 4                | Fort Lauderdale Strikers |                       |                          |   |             |             |             |             |             |  |   |                          |       |       |       |       |  |
|  | 5                | FC Edmonton              | 0                     |                          |   |             |             |             |             |             |  |   |                          |       |       |       |       |  |
|  | 5                | FC Edmonton              | 0                     |                          |   |             |             |             |             |             |  |   |                          |       |       |       |       |  |
|  |                  |                          |                       |                          |   |             |             |             |             |             |  |   |                          |       |       |       |       |  |

### Final
| Partido de ida; 22 de octubre de 2011 | NSC Minnesota Stars                         | 3:1 (0:0) | Fort Lauderdale Strikers | National Sports Center, Blaine, Minnesota |                                |
|                                       | Hlavaty 4' · Mulholland 53' · Rodríguez 77' | Reporte   | ? 52' (a.g.)             | Asistencia: 4.511 espectadores            | Asistencia: 4.511 espectadores |

| Partido de vuelta; 29 de octubre de 2011 | Fort Lauderdale Strikers | 0:0'    | NSC Minnesota Stars | Lockhart Stadium, Fort Lauderdale, Florida |  |
|                                          |                          | Reporte |                     |                                            |  |

| Bandera de Estados Unidos                 |
| Campeón NSC Minnesota Stars Primer título |

## Goleadores
| Jugador         | Equipo                | Goles |
| --------------- | --------------------- | ----- |
| Etienne Barbara | Carolina RailHawks    | 20    |
| Pablo Campos    | Carolina RailHawks    | 11    |
| Mike Ambersley  | FC Tampa Bay          | 11    |
| Jonathan Faña   | Puerto Rico Islanders | 11    |